# Печат Америчке Самое
Печат Америчке Самое је званични хералдички симбол америчке прекоморске територије Америчке Самое. 
Печат Америчке Самое заснива се на традиционалном локалном дизајну. Укрштене традиционалне свирале (фуе) представљају мудрост и ауторитет. Обје свирале су симболи које користе ауторитети власти на острвљу, а који указују на њихов чин. Таноа (посуда иза свирала) представља службу коју власт обавља.
Самоански мото гласи: „Samoa Muamua Le Atua” преводи се као „Самоа, Бог је први”.